# Espada Ropera

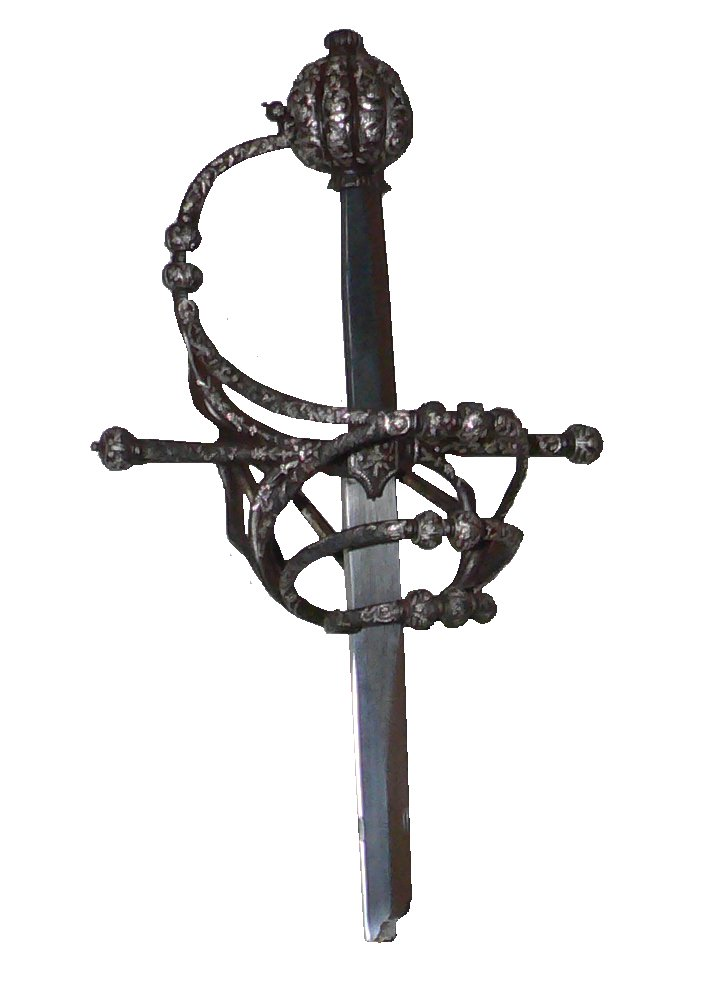
Espada Ropera, zwischen 1580 und 1600

Die Espada Ropera war ein Schwert, das Mitte des 15. Jahrhunderts in Spanien entwickelt wurde. Der Name bezieht sich auf von Zivilisten getragene Schwerter, im Gegensatz zu solchen für den Gebrauch auf dem Schlachtfeld. Im Vergleich zu früheren Schwertern war das Espada Ropera leichter, dünner und stärker verziert. Es wurde erstmals in einem Inventarverzeichnis des  Don Álvaro de Zúñiga im Jahre 1468 erwähnt. 
Das Schwert war ein Vorgänger und in Spanien auch ein Zeitgenosse des Rapiers. Der französische Begriff epee rapière ist eine Abwandlung von espada ropera. Die Espada Ropera unterscheidet sich jedoch vom Rapier darin, dass mit ihrer dünnen Klinge auch effektive Schnitte ausgeführt werden können, während das Rapier eine Stichwaffe ist. Sie wurden in  Toledo hergestellt.
Die Espada Ropera steht daher zwischen Rapier und Langschwert und wird auch als Ausgangspunkt der Entwicklung hin zu leichten Klingen angesehen. Sie hat eine Parierstange und eine zwar schmale, aber  scharf geschliffene Klinge. 
Im Vergleich zu anderen Schwertern des 15. Jahrhunderts ist die Espada Ropera schmal und lang. Das Gewicht beträgt 900 bis 1400 Gramm, die Klinge ist 3–5 cm breit und 80 bis  130 cm lang.